# Rosita (film 2015)
Rosita è un film del 2015 diretto da Frederikke Aspöck.
Il soggetto è stato scritto da Bergljot Bleken, la sceneggiatura da Kim Fupz Aakeson.

## Trama
In una località costiera della Danimarca, Ulrik, vedovo da tempo e con i figli ormai grandi, comunica a questi di aver deciso di avere una nuova compagna.
Dalle Filippine arriva la giovane e bella Rosita, istruita dalle sue connazionali già presenti in Danimarca, su come soddisfare il proprio compagno e assicurarsi una permanenza lunga e proficua nel paese.
Lei deve ancora imparare il danese e Ulrik non parla l'inglese. Il secondo figlio Johannes, che vive ancora col padre, fa da tramite nelle comunicazioni, approfondendo così la conoscenza di Rosita.
Fidanzato con Maja, che lo ama, Johannes è un pescatore che mostra sovente segni di insoddisfazione.
Ulrik fatica ad accettare la nuova arrivata come compagna, che quindi teme di essere rispedita a casa. Johannes scopre che la ragazza ha nascosto il fatto di avere un figlio di 8 anni, nel suo paese, ora allevato dalla madre.
La vicinanza con Johannes finisce per far sbocciare in Rosita quel sentimento che col padre sembra impossibile instaurare. Il ragazzo, sempre più confuso, perde il lavoro e poi, passato alle dipendenze del padre, finisce fatalmente per scontrarsi con lo stesso.
Rosita non vuole mentire più a nessuno ma Ulrik, conosciuta tutta la verità, non solo non la caccia, ma le propone di sposarlo, e lei, dopo che le amiche l'hanno convinta a ragionare con la testa, accetta.
Maja, che ha capito tutto, chiede a Johannes di fare chiarezza. Al matrimonio, il ragazzo lascia così la sua fidanzata, e poi, anche per il bene del padre e della nuova matrigna, decide di abbandonare tutti e rifarsi una vita altrove.

## Produzione
Il film è ambientato e girato nello Jutland Settentrionale.

## Riconoscimenti
- Festival cinematografico internazionale di Mosca 2015
  - Miglior regista Frederikke Aspöck
- Premio Robert 2016
  - Candidato al premio del pubblico
  - Candidato per la miglior canzone a Got Me Good